# Ortachne rariflora
Ortachne rariflora är en gräsart som först beskrevs av Joseph Dalton Hooker, och fick sitt nu gällande namn av Dorothy Kate Hughes. Ortachne rariflora ingår i släktet Ortachne och familjen gräs. Inga underarter finns listade i Catalogue of Life.